# Oligoclada crocogaster
Oligoclada crocogaster là loài chuồn chuồn trong họ Libellulidae. Loài này được Borror mô tả khoa học đầu tiên năm 1931.